# Dawn Wells
Dawn Elberta Wells (ur. 18 października 1938 w Reno, zm. 30 grudnia 2020 w Los Angeles) – amerykańska aktorka. Występowała w roli Mary Ann Summers w sitcomie CBS Wyspa Gilligana (1964–1967).

## Życiorys
Wells urodziła się w Reno, w stanie Nevada, gdzie ukończyła Reno High School. Później uczęszczała do Stephens College w Columbii w Missouri, gdzie specjalizowała się w dziedzinie chemii. Ostatecznie przeniosła się na University of Washington w Seattle. Tam ukończyła studia w 1960 na wydziale sztuk teatralnych i projektowania.
Wells w 1959 została Miss Nevada. Rok później reprezentowała ten stan w konkursie Miss America.
Jako aktorka telewizyjna debiutowała na przełomie lat 50. i 60. XX wieku, pojawiając się epizodycznie w licznych serialach telewizyjnych (m.in. Bonanza). Sławę przyniosła jej rola Mary Ann Summers w serialu Wyspa Gilligana emitowanym w latach 1964–1967. Później pojawiała się jeszcze w wielu innych produkcjach, ale zawsze już była kojarzona z Mary Ann. Oprócz gry w filmach i serialach pojawiała się także na deskach teatrów, gdzie odnosiła spore sukcesy.
W 1993 Wells opublikowała we współpracy z innymi pisarzami książkę kucharską Mary Ann’s Gilligan’s Island Cookbook, nawiązującą do serialu Wyspa Gilligana.
Zmarła 30 grudnia 2020 w wieku 82 lat w Los Angeles z powodu powikłań COVID-19.

## Filmografia

### Seriale TV
- 1962: Bonanza ‒ odc. „The Way Station” jako Marty Johnson
- 1964–1967: Wyspa Gilligana (Gilligan’s Island) jako Mary Ann Summers
- 1968: Bonanza ‒ odc. „The Burning Sky” jako Moon Holt
- 1980: Statek miłości (Love Boat) – odc. „The Family Plan/The Promoter/May the Best Man Win/Forever Engaged/The Judges” jako Valerie Madden
- 1982–1983: Planeta Gilligana (Gilligan’s Planet) jako Mary Ann / Ginger Grant (głos)
- 1987: Dzieciaki, kłopoty i my (Growing Pains) – odc. „Carnival” jako Myrtle
- 1987: Alf ‒ odc. „Somewhere Over the Rerun” jako Mary Ann
- 1987: Dzieciaki, kłopoty i my (Growing Pains) – odc. „Broadway Bound” jako recepcjonistka castingowa
- 1992: Słoneczny patrol (Baywatch) – odc. „Now Sit Right Back and You’ll Hear a Tale” jako Mary Ann
- 1993: Columbo – odc. „It’s All in the Game” (To tylko gra) jako gość
- 1995: Roseanne – odc. „Sherwood Schwartz: A Loving Tribute” jako Darlene
- 2016: Moda na sukces (The Bold and the Beautiful) jako Alice
- 2018: Wielkie przygody Kapitana Majtasa (The Epic Tales of Captain Underpants) – odc. „The Ghastly Danger of the Ghost Dentist” jako Gumbalina Toothington (głos)

### Filmy
- 1976: Miasteczko, które bało się zmierzchu (The Town That Dreaded Sundown) jako Helen Reed